# Échelles du Levant
Les échelles du Levant sont les ports et les villes de l'Empire ottoman, situés au Proche-Orient ou en Afrique du Nord, pour lesquels le sultan avait renoncé à certaines de ses prérogatives, notamment en matière juridique, en faveur de négociants français, principalement marseillais. Ceux-ci dépendaient alors directement du roi de France qui leur octroyait des privilèges. Ces échanges entre les deux puissances ont été enregistrés dans des actes particuliers, sous le nom de capitulations, dont les premières ont été signées entre François Ier et Soliman le Magnifique en 1536.
Le terme échelle est la traduction directe en français du latin scala, désignant un port par métonymie avec l'ustensile servant à débarquer des bateaux. En provençal, langue des négociants marseillais de l'époque, le mot échelle se dit escala qui a donné par la suite escale en français (le nom des Échelles du Levant étant en provençal Leis Escalas dau Levant ou Leis escalo dóu Levant, selon la norme mistralienne).
Les relations commerciales entre la France et les échelles permirent à la ville de Marseille de connaître une grande prospérité à partir de la seconde moitié du XVIe siècle. Cette activité commerciale déclina progressivement jusqu'à la Révolution. Ce déclin coïncida avec la mainmise de l'Angleterre sur le commerce au Proche-Orient.

## Contexte historique

### Les capitulations au temps de FrançoisIer(1515-1547)

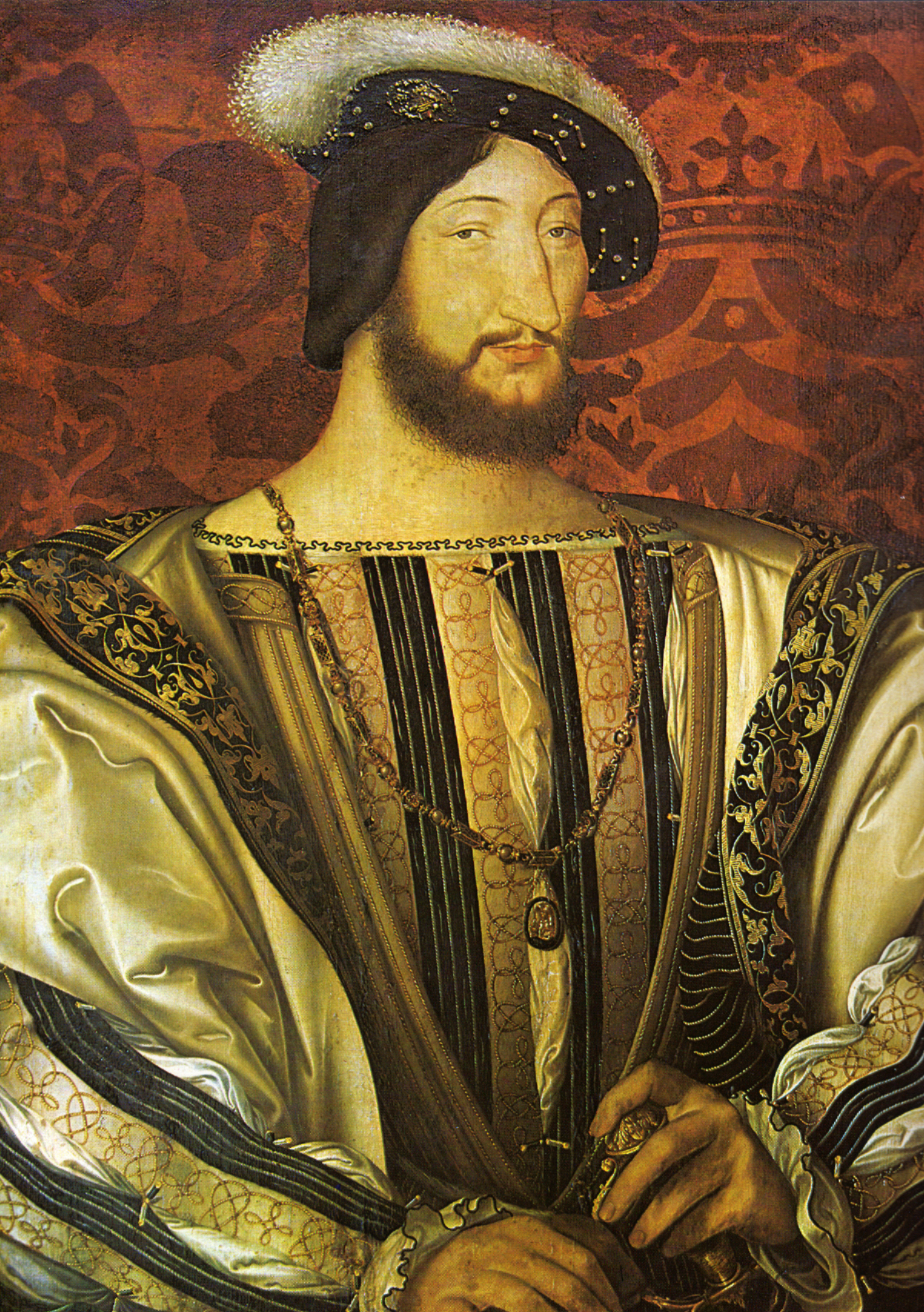
François Ier (1515-1547), par Jean Clouet, v.1527

Les premières Capitulations sont signées entre François Ier et Soliman le Magnifique en 1536. Cette entente commerciale, qui ne correspond pas à une alliance militaire entre La Porte (symbole  du pouvoir ottoman) et la France, prévoit :
- la mise en liberté réciproque de tous les prisonniers,
- la reconnaissance par le roi de France de la prééminence du Sultan sur la péninsule anatolienne,
- des démonstrations amicales entre navires à la mer,
- et surtout, la création de consulats français dans certains ports tels que Constantinople.

Les capitulations seront renouvelées en 1569 entre Charles IX et Selim II. Leur importance est immense puisqu'elles autorisent les Français à commercer en terre d'Islam. Seuls les Vénitiens bénéficiaient de tels privilèges. Les Anglais, les Hollandais puis les Génois durent respectivement attendre 1599, 1612 et 1665 pour jouir de droits identiques.
Le nombre des échelles est important mais les principales villes sont les suivantes :
- En Méditerranée orientale, on compte Constantinople, Smyrne, Échelle Neuve (côte d'Anatolie), Alep (et son port Alexandrette), Seyde (Sidon), Tripoli de Syrie (actuel Liban), les îles de Chypre, Chios, Tinos, Paros, Naxos.
- En Méditerranée méridionale, se trouvent Le Caire, Alexandrie et Rosette.
- En Méditerranée occidentale, il y a Tripoli de Barbarie (actuelle Libye), Tunis, le Bastion de France (fondé par un Marseillais d'origine corse) et Alger.

La guerre entre la Sérénissime (Venise) et La Porte (Constantinople) élimina la concurrence commerciale de Venise. Cette situation a permis à Marseille de prendre un essor économique prépondérant et d'asseoir sa domination sur le commerce méditerranéen. Les relations cordiales entre les deux puissances française et ottomane permettent de sécuriser les relations d'affaires, ce dont profitent les marchands de Lyon (importante place financière au XVIe siècle), d'Avignon et bien sûr, de Marseille.
Néanmoins, l'intensification des échanges provoque également l'essor de la piraterie. Les convois commerciaux se trouvent de plus en plus exposés aux risques d'attaques de pirates barbaresques ou de corsaires. Le commerce vers le Levant connaît alors un net déclin qui est accentué par les guerres de religion en France (soulèvement de Marseille contre Henri de Navarre).

### La relance des relations avec les échelles sous Henri IV (1589-1610)
Après son accession au trône, Henri IV se préoccupe de restaurer les relations commerciales vers le Levant.
À cette fin, il envoie à Constantinople l'ambassadeur François Savary de Brèves. Il obtient de Mehmed III (1595-1603) la signature de nouvelles Capitulations (1597). Celles-ci confirment les privilèges anciens et en accordent de nouveaux. Le changement de souverain ottoman en 1603, conduit le nouveau sultan Ahmed Ier  à formuler une nouvelle reconnaissance en 1604.
Marseille retrouve sa prospérité mais cette période est caractérisée par un contrôle plus lâche de la monarchie sur les échelles. La Chambre de commerce de Marseille assure l'administration des échelles. Même si les consuls sont toujours désignés par lettres patentes royales (elles en font des agents royaux), dans la pratique, ils jouissent d'une grande autonomie, à l'image de la perception des taxes que la monarchie leur concède. Surtout, ils se livrent à toute sorte de trafics si bien que la distinction entre marchand et consul devient floue.

### La centralisation de l'administration sous Louis XIV (1643-1715)

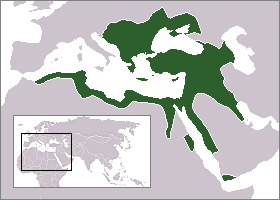
Les limites de l'Empire ottoman (1683). Les échelles de Barbarie se situent dans le Maghreb actuel. Les échelles du Levant longent la côte depuis l'Égypte jusqu'à l'Anatolie.

Dans la seconde moitié du XVIIe siècle, Colbert puis les secrétaires d'État de la marine Seignelay et Pontchartrain donnent aux échelles des lois dites fondamentales. Celles-ci induisent une partition géographique entre les échelles de Barbarie (Alger, Tunis, Tripoli de Barbarie) et les échelles du Levant stricto sensu (Constantinople, Smyrne, Alexandrie…).
Les échelles du Levant sont dès lors dirigées par le secrétariat d'État à la marine. Les liens entre la Cour et Constantinople sont assurés par un ambassadeur, payé 16 000 livres par an. Ce dernier doit veiller à la protection du commerce français et arbitrer les conflits entre consuls et marchands.
Pontchartrain interdit aux consuls de se livrer au négoce. Leur mission consiste à protéger les Français installés dans les pays du Levant ainsi que les communautés religieuses établies (Franciscains, Carmes, Capucins ou Jésuites). Leur ôtant ainsi tout moyen de subsistances (ils percevaient auparavant des droits de consulats), le secrétaire d'État de la marine leur accorde des appointements fixes, que doit payer la Chambre de commerce de Marseille. Celle-ci reçoit alors le privilège du droit de tonnelage (taxe levée sur tous les navires entrant à Marseille ou dans les ports des échelles).
Même si la Chambre de commerce de Marseille garde une grande liberté dans la gestion des affaires courantes et commerciales, elle est de plus en plus surveillée par le pouvoir central. En effet, l'intendant de Provence, qui est inspecteur du commerce depuis 1687, a le droit de présider la Chambre.

### Une prospérité fragile auXVIIIesiècle
Le commerce à destination des échelles se développe remarquablement au cours du XVIIIe siècle puisque les négociants français évincent les Anglais et les Hollandais de la région. Les échanges avec le monde ottoman sont largement bénéficiaires au moins pour les années 1700-1775. Après la perte du Canada lors du traité de Paris (1763), Versailles considère même que le commerce méditerranéen pourrait devenir un substitut lucratif. Pour accroître ses profits et accéder à des produits stratégiques (comme le blé), la France tente d'obtenir l'accès à la mer Noire, mais en vain.

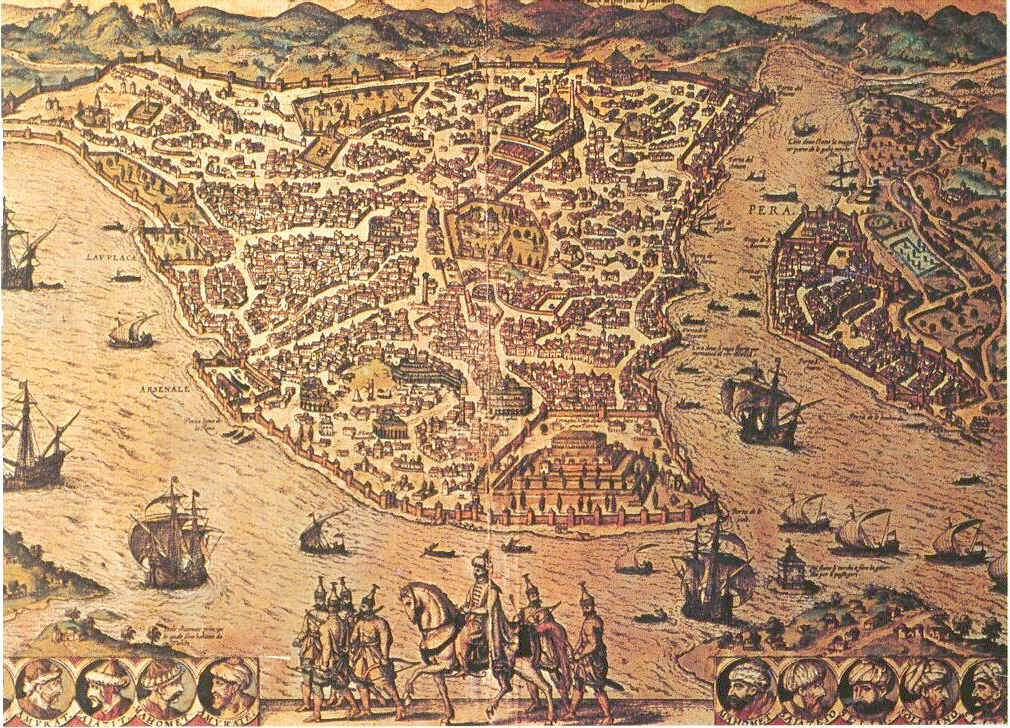
Vue de Constantinople, XVIIIe siècle.

Malgré ces succès, la situation se ternit peu à peu. Il y a à cela des raisons politiques propres à l'empire turc mais aussi commerciales.
En matière politique, le pouvoir central ottoman a de plus en plus de difficultés à se faire obéir sur les marges du territoire, si bien que certains administrateurs locaux deviennent largement autonomes. Ce fut notamment le cas à Acre ou en Égypte. Certains chefs locaux posent de grandes difficultés aux négociants en exigeant d'eux des prêts forcés. Il est vrai que dans d'autres villes, la situation reste calme (Smyrne).
L'échelle de Constantinople était peu appréciée des marchands, mais cette fois-ci pour des raisons propres aux Français. En effet, Constantinople était le lieu de résidence de l'ambassadeur qui faisait également fonction de consul. De ce fait, il exerçait un contrôle sans faille sur les marchands, ce qu'ils n'appréciaient guère.
Enfin, des difficultés d'ordre économique ont également affecté les résultats du commerce vers le Levant. Le XVIIIe siècle se caractérise par un essor du commerce vers le Levant, mais en même temps il semble très sensible aux aléas de la conjoncture, donc fragile. Dans les années 1770, survient une crise dans le commerce des draps du Languedoc et du coton (l'arrivée des cotons américains dans les circuits d'échanges mondiaux perturbe le marché méditerranéen). Cela provoque quelques faillites chez les financiers marseillais et des phénomènes de méventes de coton dans les échelles qui, pratiquement toutes, commercialisent ce produit.
L'ordonnance du 9 décembre 1776 entreprend une réforme d'organisation des échelles, en créant une hiérarchie (consulats généraux, consulats, vice-consulats). Surtout, l'ordonnance est accompagnée de trois édits qui révèlent la fragilité du commerce levantin :
- l'un correspond à une banqueroute. Toutes les dettes des échelles sont effacées.
- le second, pour éviter qu'une situation similaire ne se reproduise, interdit aux négociants de faire des emprunts.
- le troisième crée un impôt unique sur le commerce en Levant.

Parallèlement, le secrétaire d'État à la Marine Antoine de Sartine envoie le baron de Tott faire une tournée d'inspection. À son retour, est publiée l'ordonnance du 3 mars 1781 qui instaure la liberté de commerce : dorénavant, les navires étrangers pourront commercer entre la France et les échelles sans payer la taxe de 20 %. Les négociants marseillais s'alarment, et obtiennent gain de cause en 1785.

#### La question des femmes

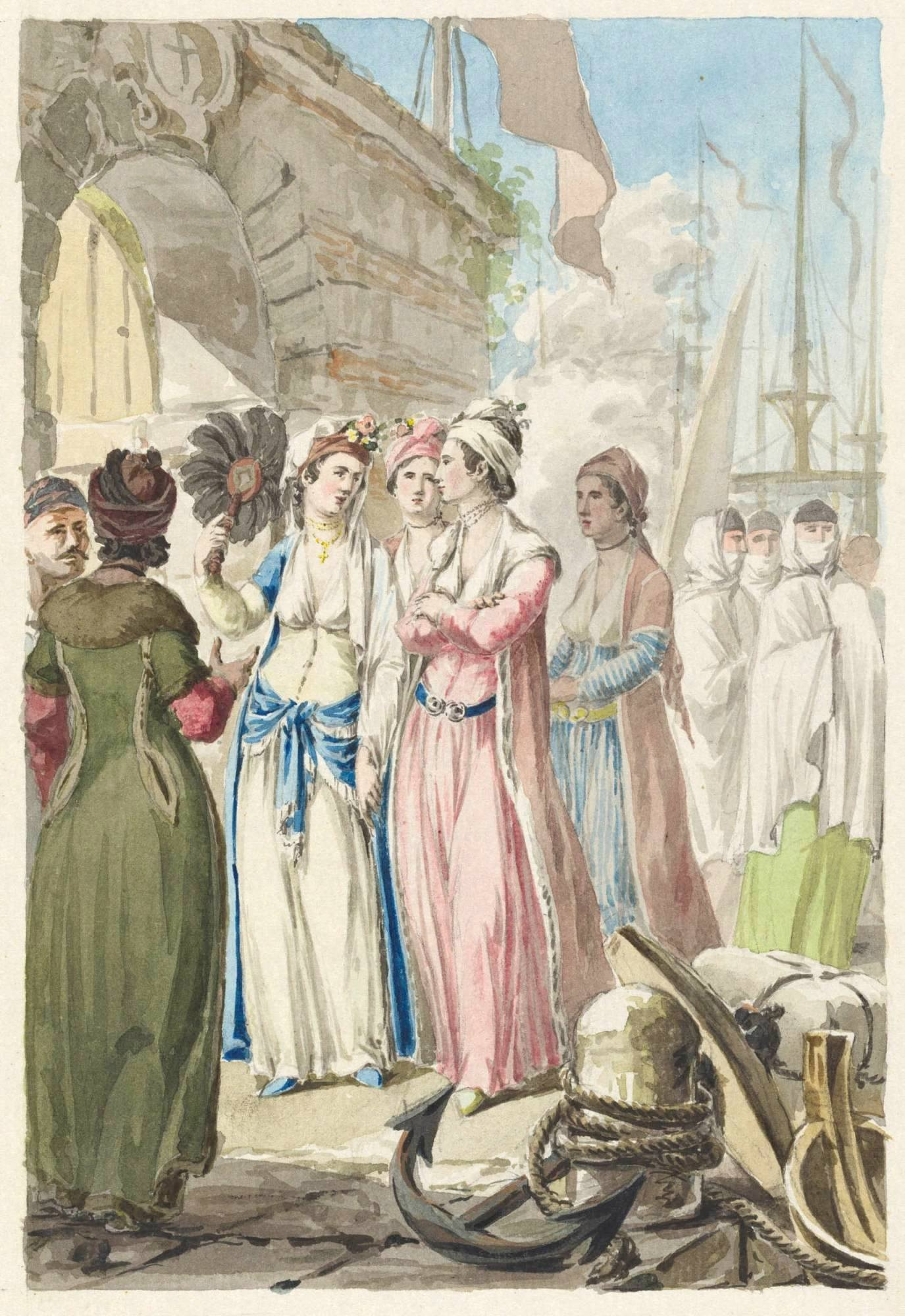
Femmes grecques à Smyrne, peinture de Johann Christian Kamsetzer, 1777.

Une ordonnance royale du 17 mars 1716, rendue à la demande de la Chambre de commerce de Marseille, autorise les jeunes Français à s'établir au Levant dès l'âge de 18 ans, au lieu de 25 auparavant, et permet aux employés des Échelles d'y faire venir leurs femmes et enfants sous réserve d'approbation de la Chambre de commerce. En fait, très peu de Françaises choisissent de partir pour le Levant et les employés, s'ils n'ont pas l'occasion d'épouser la veuve d'un collègue, ne peuvent guère fréquenter que des chrétiennes locales, plus accessibles que les musulmanes. Cependant, alors que le clergé catholique approuve et parfois favorise le mariage des résidents français au Levant, la Chambre de commerce juge ces unions « peu sortables » et, le 16 juillet 1716, vote une résolution pour les condamner : elle estime que l'entretien d'une famille incite les Français à toutes sortes de dépenses, à une surenchère de luxe et à négliger les devoirs de leur charge, sans parler des incidents éventuels avec leurs domestiques ou avec les autorités ottomanes, ce qui les désavantage par rapport à leurs concurrents anglais, hollandais ou autres. Les Français qui fondent une famille en Orient risquent de s'y fixer définitivement et leurs richesses sont perdues pour le royaume. Inversement, s'ils meurent, leur veuve et leurs orphelins tombent à la charge de la communauté française, ou des institutions charitables s'ils sont ramenés en métropole. En outre, les enfants élevés au Levant sont censés y acquérir toutes sortes de vices. Une ordonnance royale du 11 août 1716 donne partiellement raison à la Chambre de commerce en privant de leurs droits civiques, notamment de l'assistance aux assemblées de l'Échelle, les Français qui auraient une épouse sur place, ce qui n'empêche pas les unions avec des Grecques ou des Libanaises de persister pendant tout le siècle.

### La désorganisation des relations commerciales pendant la Révolution et l'Empire

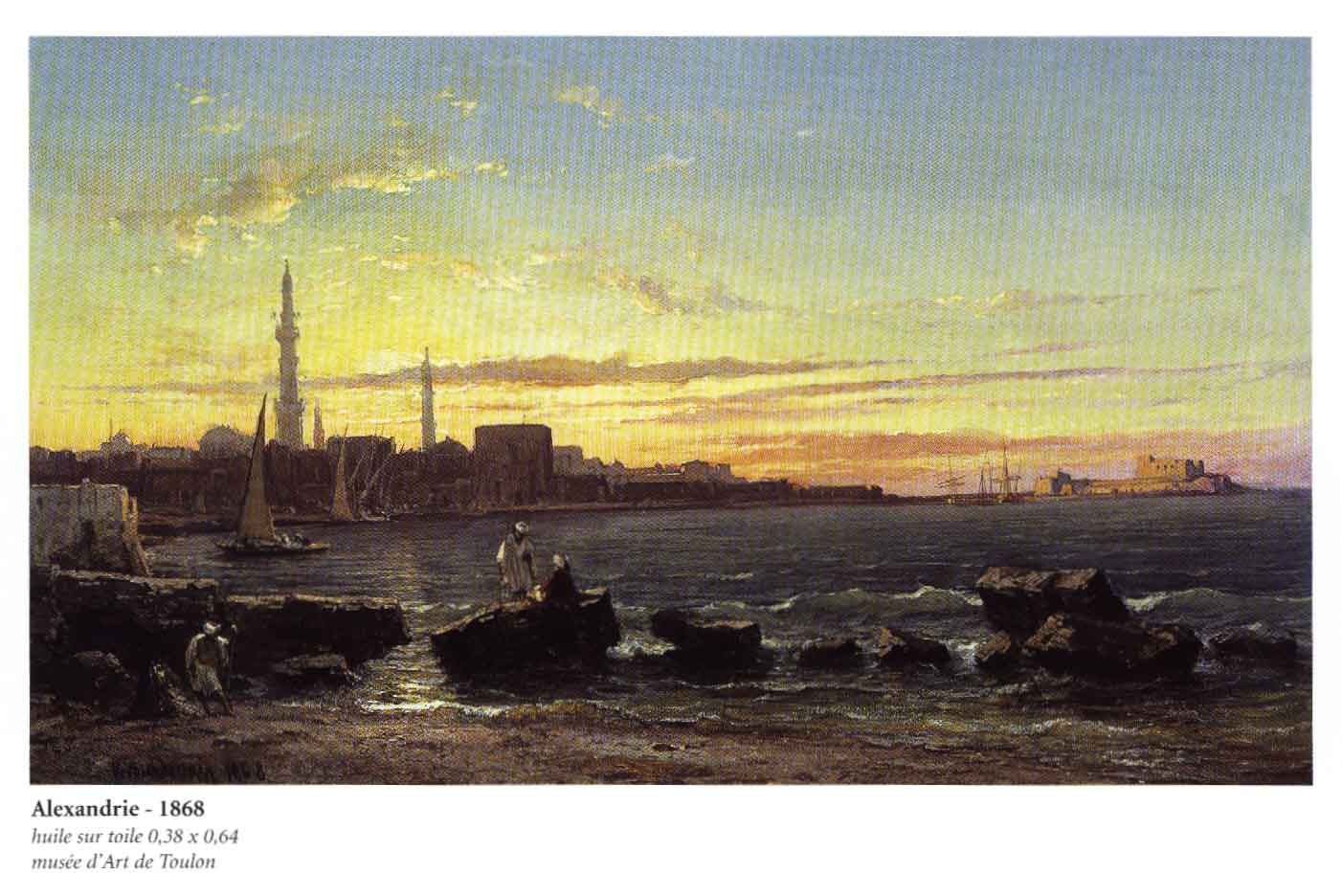
Vincent Courdouan, Alexandrie, 1848.
Huile sur toile, musée d'Art de Toulon.

Dans ce contexte, les troubles révolutionnaires vont ruiner les relations commerciales entre France et pays du Levant.
Les chambres de commerce sont supprimées au mois de septembre 1791. La ville de Marseille crée un bureau « provisoire du commerce » qui subsiste jusqu'en 1793, date à laquelle les relations commerciales sont totalement déstabilisées par les guerres en cours. Le gouvernement révolutionnaire rattache les consuls au ministère des Affaires étrangères.
Sur place, les consuls sont privés d'instructions pendant plusieurs mois. Les autorités ottomanes en tirent profit : les négociants sont soumis à des pressions, notamment sous forme d'escroqueries. L'influence commerciale française est totalement ruinée après la destruction de la flotte à Aboukir (août 1798) et la rupture de la paix d'Amiens en 1803 ne permet pas d'envisager un retournement de situation puisque tous les bâtiments français en état de naviguer sont réquisitionnés.
La Restauration ne permet pas aux Français de retrouver la vitalité commerciale qui était la leur au Levant. Ils ont été supplantés par les Britanniques qui imposent alors leur contrôle sur la région du Proche-Orient.

## Activités commerciales

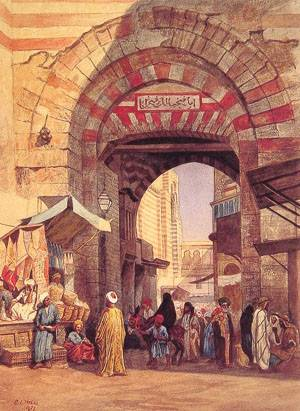
The Moorish bazaar (lit. « le bazar maure »), par Edwin lord Weeks, XIXe siècle [?].

### Les produits échangés
Les échanges entre la France et le Levant sont très déséquilibrés. La France exporte peu et importe une grande diversité de produits. Chaque échelle possède sa propre spécificité commerciale.

#### Produits importés du Levant
Les ports levantins sont essentiellement des ports de transit entre l'Asie et l'Europe. Aussi, les Européens s'intéressent-ils, selon les époques, aux marchandises précieuses tels que les épices (poivre, sucre…), la soie de Perse, au café du Yémen, etc..
Toutefois, les productions locales sont également exportées vers l'Europe : cendres de cali et huile d'olive (ingrédients qui entrent dans la composition du savon de Marseille), noix de galle et autres plantes tinctoriales, peaux, laine de chèvre d'Angora et de Berbazar, blé et surtout coton.
Mais la diffusion à grande échelle du coton produit en Amérique provoque des situations de crise. Les Français cessent peu à peu de s'approvisionner en Levant, provoquant des méventes considérables à l'origine de tensions avec les autorités locales.

#### Produits exportés vers le Levant
Les Français exportaient en Levant des draps, notamment ceux du Languedoc, du tissu, du papier, de la quincaillerie du Forez.

#### Espèces monétaires
Les marchands européens avaient souvent du mal à fournir des marchandises en contrepartie de leurs achats au Levant. Les pièces de monnaie occidentales venaient combler la différence. Les monnaies d'argent comme le  « daller ou piastre de Hollande », très demandées au Levant, permettaient un bénéfice élevé. Cependant, plusieurs marchands trafiquaient de monnaies falsifiées, produites surtout en Italie ; les Français accusaient volontiers les Hollandais de se livrer à cette fraude mais ces reproches semblent exagérés.

#### Tableau récapitulatif
Chaque échelle possède sa propre spécificité commerciale. Le tableau suivant permet d'en avoir une vue récapitulative :
|                             | Constantinople                           | Smyrne | Alexandrie                                    | Afrique du Nord                  |
| --------------------------- | ---------------------------------------- | --- | --------------------------------------------- | -------------------------------- |
| Importations du Levant      | laines • peaux • cire                    | laines (chèvres d'Angora et de Berbazar) • soie • mousselines • coton • toile • tapis • pierres précieuses | soie • coton • café • peaux • ivoire • épices | cuirs • laine • blé • corail, or |
| Exportations vers le Levant | draps • tissus • papiers • quincaillerie | draps • argent (monnaie)                                                                                   | draps • corail • argent (monnaie)             | draps • argent (monnaie)         |

Détails :
- Les échelles les plus dynamiques sont Smyrne et Alexandrie.
- Alexandrie est le port le plus fréquenté par les Marseillais. Les négociants les plus riches de Marseille sont ceux qui commercent avec l'Égypte.
- Le commerce du corail est contrôlé par les Corses installés à Marseille. Le monopole de la pêche au corail est concédé à Tomasino Lenche par Henri II (1551). Il fonde en 1552 le Bastion de France près de Bône. La compagnie passe aux mains d'un parent des Lenche, Sanson Nappollon (1628-1633)[13].

### Valeur et volume des échanges
Le volume des échanges n'était pas considérable. En effet, la France exportait peu de produits vers le Levant. Ainsi, à Marseille, le Levant n'occupe que 15 % des navires et représente 18 % du tonnage. La faiblesse de ces volumes n'est pas surprenante : la France exporte peu d'une part, et la forte valeur des produits importés implique en conséquence que les quantités achetées sont faibles. Ce déséquilibre des échanges était décrit dès le XVIIe siècle par Jacques Savary dans son Parfait négociant (1675).
En revanche, en termes de valeur, ce commerce est très important. Toujours à Marseille, il représente à lui-seul 45,5 % des revenus commerciaux de la ville. Le négoce entre le Midi de la France et les échelles du Levant représentait « 317 millions de francs-or entre 1783 et 1792 ».
À la fin du XVIIIe siècle, le voyageur et essayiste Volney estime le commerce de la France avec les échelles aux valeurs suivantes (en livres françaises): 
| Échelle                  | Exportations de France au Levant | Retours du Levant en France |
| ------------------------ | -------------------------------- | --------------------------- |
| Constantinople           | 4 000 000                        | 1 000 000                   |
| Salonique                | 2 800 000                        | 3 500 000                   |
| Morée                    | 250 000                          | 1 000 000                   |
| Candie                   | 250 000                          | 1 000 000                   |
| Smyrne                   | 6 000 000                        | 8 000 000                   |
| Syrie                    | 5 000 000                        | 8 000 000                   |
| Égypte                   | 3 000 000                        | 3 500 000                   |
| Barbarie                 | 1 500 000                        | 2 000 000                   |
| Total                    | 22 800 000                       | 26 000 000                  |
| Cabotage appelé caravane | 150 000                          | x                           |
| En fraude de droits      | 1 550 000                        | x                           |
| Total                    | 24 500 000                       | x                           |

### Sources et bibliographie
- Fernand Braudel, La Méditerranée et le monde méditerranéen à l'époque de Philippe II, Paris, 3 vol., A.Colin, 1966, tome III: Les événements, la politique et les hommes, réed. 1990
- Amaury Faivre d'Arcier, Les oubliés de la liberté. Négociants, consuls et missionnaires français au Levant pendant la Révolution (1784-1798), Bruxelles, PIE-Peter Lang, 2007
- Amaury Faivre d'Arcier, Les échelles du Levant sous la Révolution française, Lille, A.N.R.T., Université de Lille, 1991
- (en) Daniel Goffman, Izmir and the Levantine world, 1550-1650, Seattle (Wash.), Washington University Press, 1990
- Paul Masson, Histoire du commerce français dans le Levant au XVIIIe siècle, Paris, 1911
- Abdelkader Sid Ahmed, Les flux d'échanges en Méditerranée: données, fondements historiques et perspectives, Aix-en-Provence, Edisud, 1996
- Willibord-Christian Van Dijk, Des Français en Orient : exploitation des informations recueillies par le R.P. Van Dijk dans les archives des Pères capucins, Paris, Fontenay-aux-Roses, É. Pech, 1990
- Michel Vergé-Franceschi (dir.), Guerre et commerce en Méditerranée : IXe – XXe siècle, Paris, Veyrier, 1991
- ʿAbd al-Ḥāmid Ḥāmid Sulaymān (الموانيء المصريّة في العصر العثماني), Al-mawānīʾ al-miṣriyyat fī al-ʿaṣr al-ʿutmānī : dawruhā al-siyāsī wa-nuẓumuhā al-idāriyyat wa-al-māliyyat wa-al-iqtiṣādiyyat (والاقتصاديّة / تأليف عبد الحميد حامد سليماندورها السياسي ونظمها الإداريّة والماليّة), Al-Hayʾat al-miṣriyyat al-ʿāmmat li-l-kitāb, 1995, (القاهرة] : الهيئة المصرية العامة للكتاب, 1995); trad. : Les ports égyptiens à la période des Ottomans et leurs rôles politiques. Organisation administrative et financière, Office public égyptien du livre, 1995.
- Michel Vergé-Franceschi (dir.), Dictionnaire d'histoire maritime, t. 1, Paris, Robert Laffont, coll. « Bouquins », 2002, 2 vol. ;
- François Bluche, Dictionnaire du Grand Siècle, Paris, Fayard, 2005 (1re éd. 1990).
- Alain Blondy, Documents consulaires. Lettres reçues par le chargé d'affaires du Roi à Malte au XVIIIe siècle, La Valette, Fondation de Malte, 2014, 5 t., 35 vol.
- Hélène Abert, Sauvecoeur, Éditions Anne Carrière, 1996. Fiction.

### Études en liens externes
- Sur les esclaves musulmans en Méditerranée au XVIIIe siècle : Xavier Labat-Saint-Vincent, Achats et rachats d’esclaves musulmans par les consuls de France en Méditerranée au XVIIIe siècle, [lire en ligne].
- Sur la suppression des Capitulations égyptiennes au XXe siècle :Philippe Chevrant-Breton, Thèse d'histoire contemporaine, École des Chartes, 2000, [lire en ligne].
- Sur le trafic des monnaies : Allain Thierry, « Les Néerlandais et le marché monétaire levantin dans la seconde moitié du XVIIe siècle (1648-1701) », Histoire, économie & société 2/2008 (27e année) , p. 21-38 lire en ligne.